# Xodos
Xodos (spanisch Chodos, auch kombiniert Xodos/Chodos) ist eine Gemeinde (municipio) mit 116 Einwohnern (Stand: 2024) in der Provinz Castellón der Autonomen Gemeinschaft Valencia in Spanien. 

## Geografie
Xodos liegt etwa 33 Kilometer nordnordwestlich von Castelló de la Plana in einer Höhe von ca. 1063 m.

## Bevölkerungsentwicklung
| Jahr      | 1970 | 1981 | 1991 | 2001 | 2011 | 2021 |
| Einwohner | 377  | 181  | 160  | 151  | 125  | 109  |

## Sehenswürdigkeiten
- Burgruine von Xodos
- Peterskirche
- Kalvarienkapelle
- Christopheruskapelle

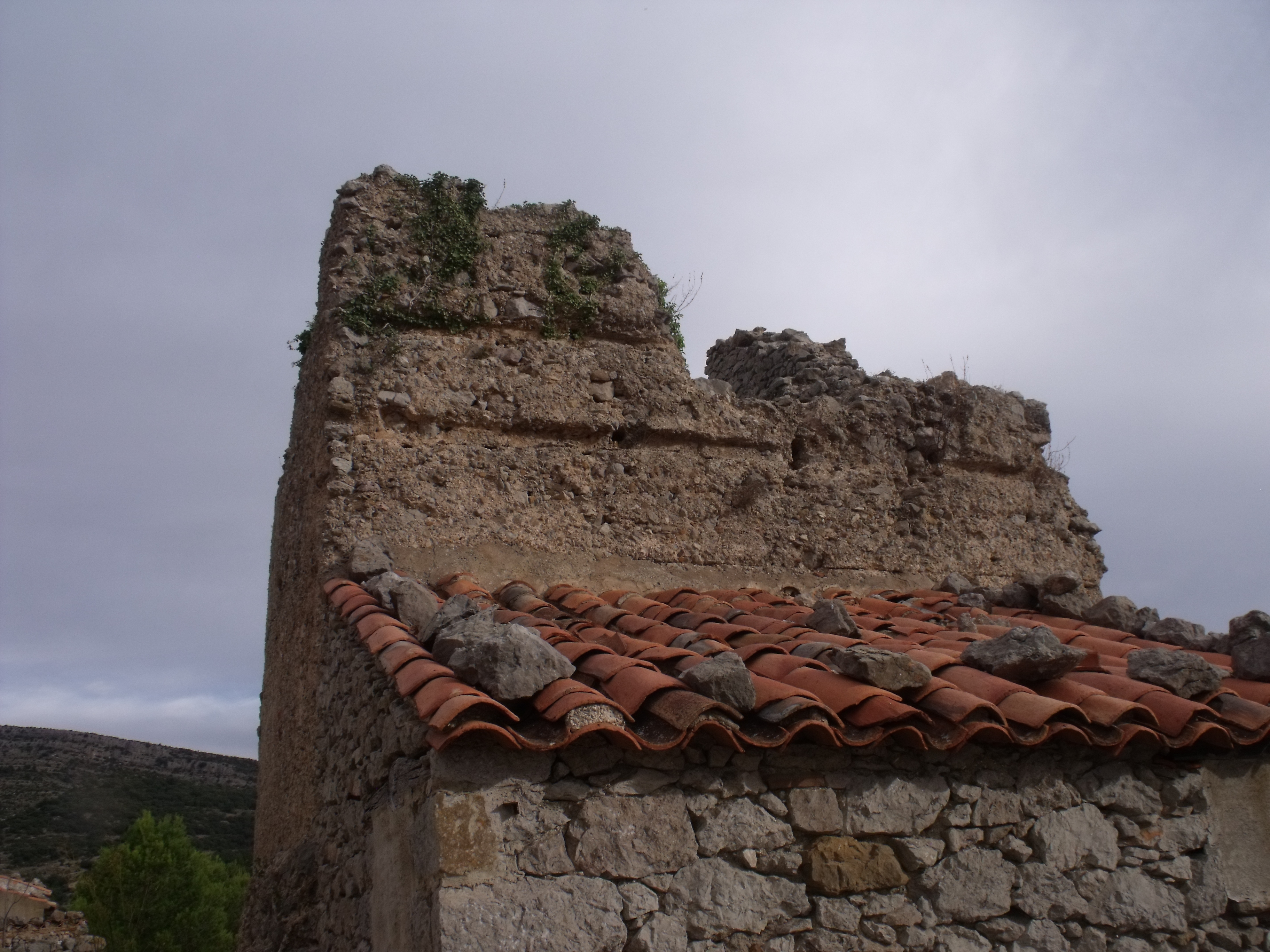
Burgruine
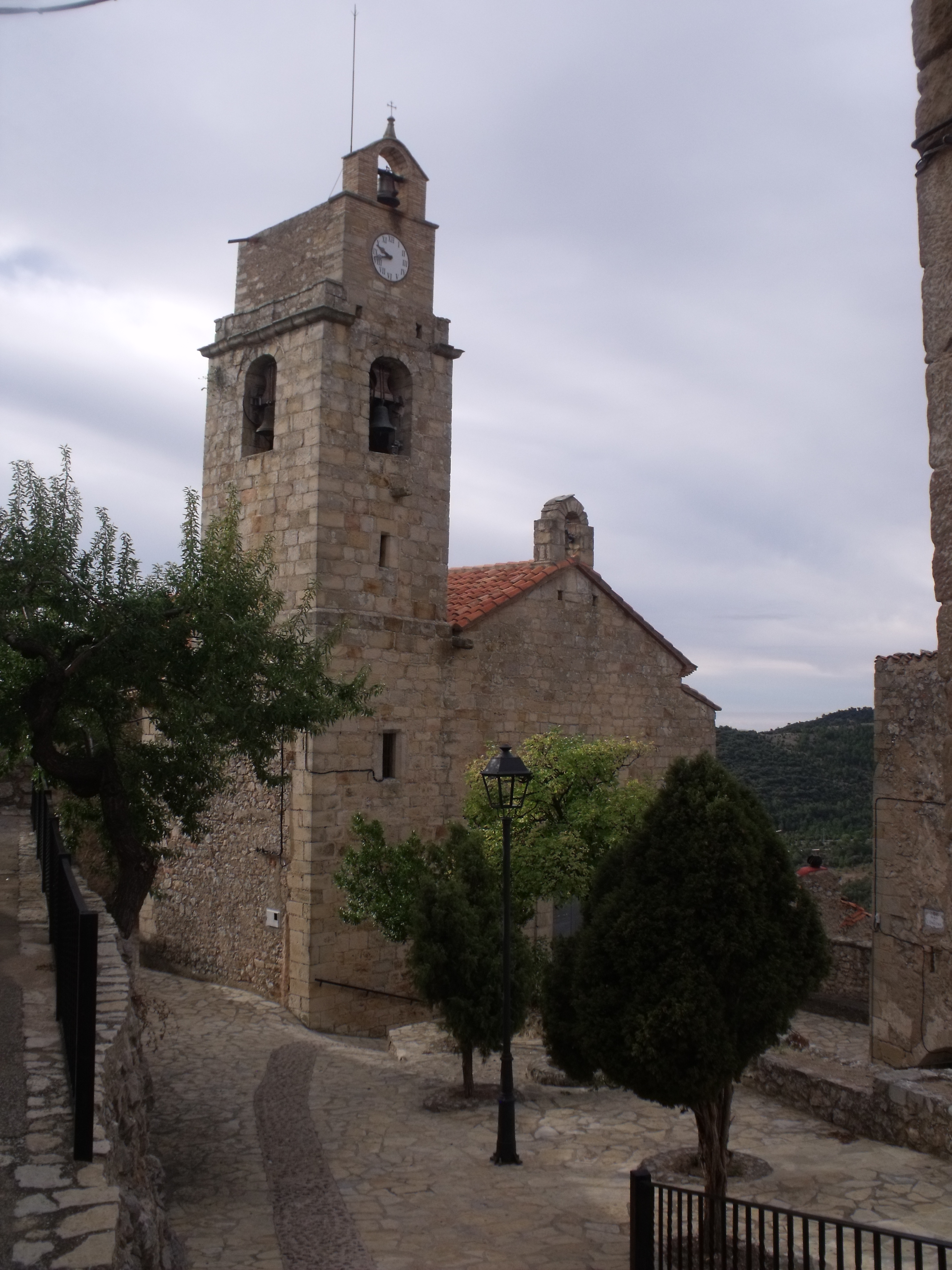
Peterskirche
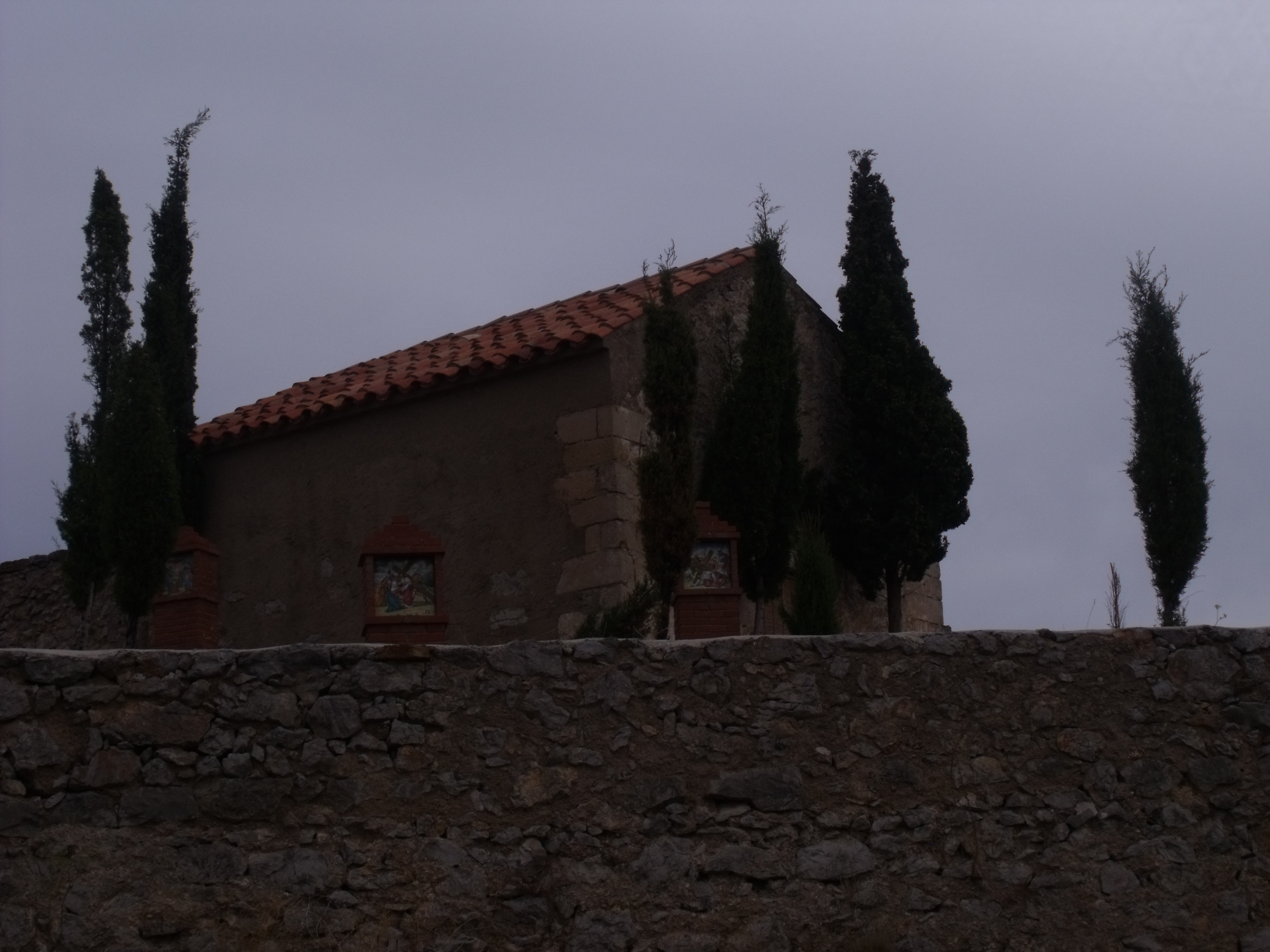
Kalvarienkapelle
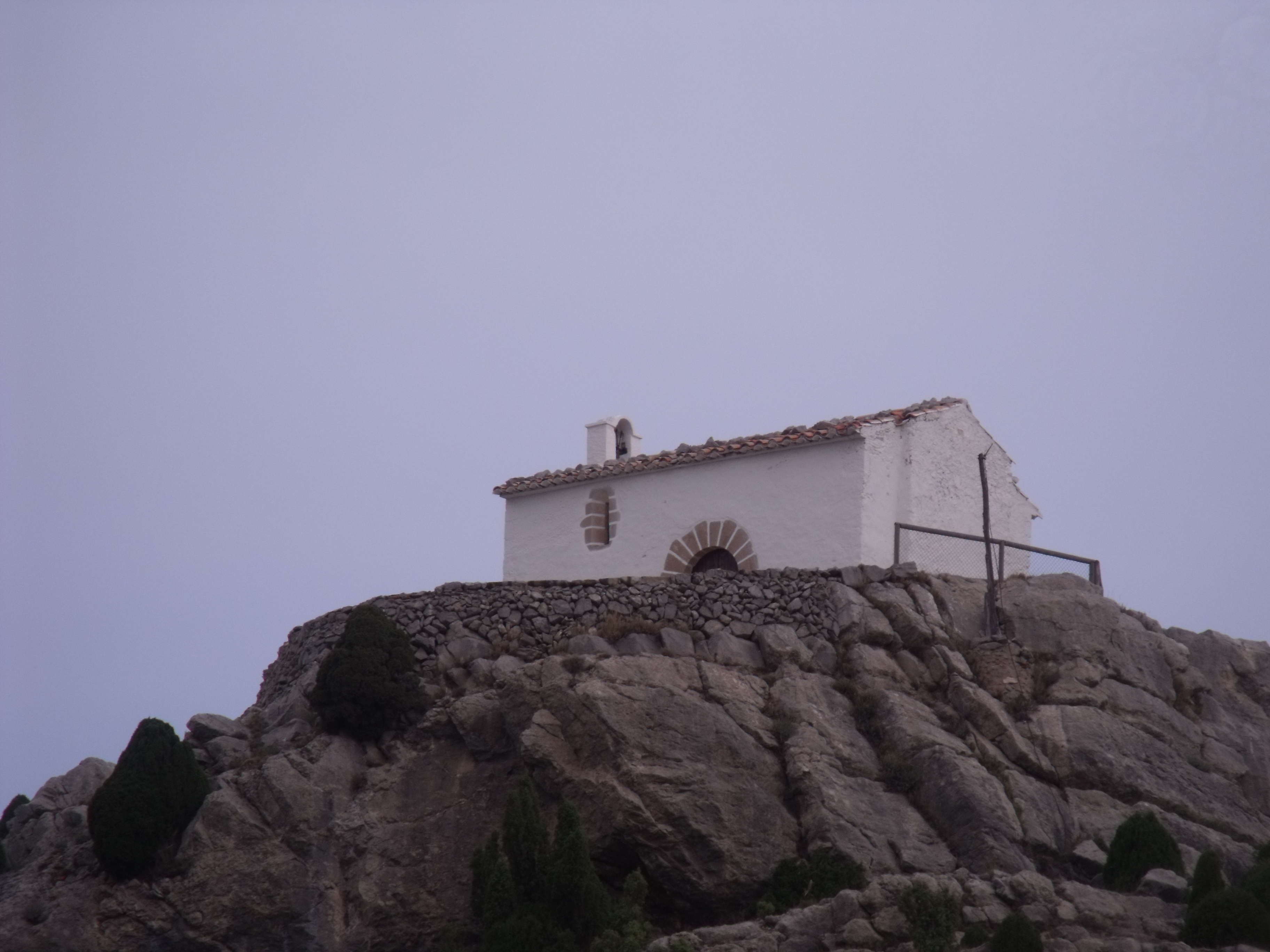
Christopheruskapelle
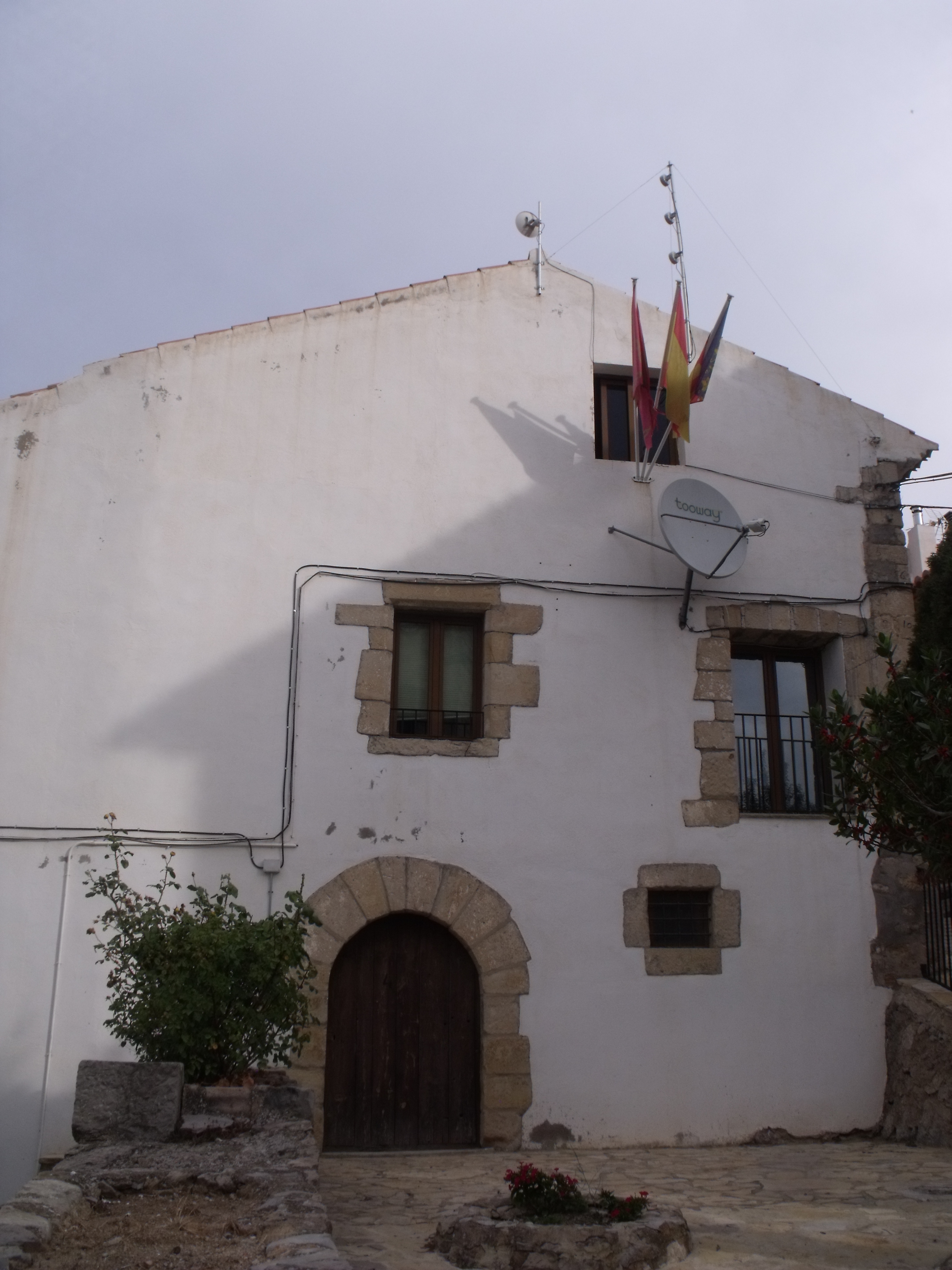
Rathaus